# Еиџун Кијокумо
Еиџун Кијокумо (јап. 清雲 栄純; 11. септембар 1950) бивши је јапански фудбалер.

## Каријера
Током каријере је играо за Фурукава.

## Репрезентација
За репрезентацију Јапана дебитовао је 1974. године. За тај тим је одиграо 42 утакмице.

## Статистика
| Јапан  | Јапан   | Јапан  |
| Година | Наступи | Голови |
| ------ | ------- | ------ |
| 1974.  | 1       | 0      |
| 1975.  | 13      | 0      |
| 1976.  | 9       | 0      |
| 1977.  | 5       | 0      |
| 1978.  | 0       | 0      |
| 1979.  | 9       | 0      |
| 1980.  | 5       | 0      |
| Укупно | 42      | 0      |